# Caichinque
Caichinque je neaktivní stratovulkanický komplex, nacházející se v regionu Antofagasta v severní části Chile. Caichinque tvoří topografickou vyvýšeninu, oddělující solné plošiny Salar de Talar a Salar de Capur. Komplex je tvořen šesti krátery, které vyprodukovalo několik lávových proudů převážně andezitového až dacitového složení.